# Herbert Warnke
Herbert Warnke (Amburgo, 24 febbraio 1902 – Berlino Est, 26 marzo 1975) è stato un politico tedesco, presidente della Freier Deutscher Gewerkschaftsbund (FDGB) - federazione dei sindacati della Germania Est - e membro del Politburo del Comitato Centrale del Partito Socialista Unificato di Germania (SED) nella RDT.

## Biografia
Tra il 1920 ed il 1924 fece apprendistato alla macchina rivettatrice. Iscrittosi nel 1923 al KPD - il Kommunistische Partei Deutschlands o Partito Comunista di Germania - fece parte dal 1924 al 1928 della Deutscher Metallarbeiter-Verband, la confederazione dei metalmeccanici. Nel biennio 1929-1930 fu presidente del comitato aziendale della Blohm & Voss di Amburgo, quindi segretario del Comitato di Distretto della Revolutionäre Gewerkschafts-Opposition a Brema, segretario per le questioni sindacali nel distretto di Weser-Ems.
Nel biennio 1932-1933 fu infine membro del Reichstag.
Tra il 1933 ed il 1935 fu segretario per il commercio della Profintern nella Saarbrücken e a Parigi e fino al 1938 membro della Sezione Nord del KPD a Copenaghen. Dal 1939 al 1943 fu internato in Svezia in stato di detenzione, dopo che esser stato anche editore della rivista Der Weg ins Leben (La strada verso la vita).

## Onorificenze

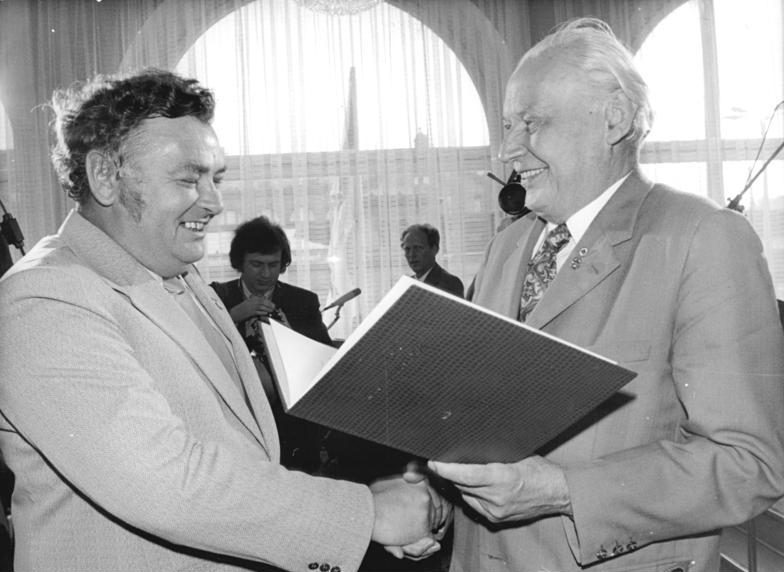
Herbert Warnke (a destra) consegna allo scrittore Erik Neutsch il Premio d'Arte della FDGB, 1974.